# Blotted Science
Blotted Science es un supergrupo de metal progresivo instrumental, formado por el guitarrista Ron Jarzombek, el bajista Alex Webster y el batería Hannes Grossman. El grupo fue originalmente creado con el nombre «Machinations of Dementia», pero después de la partida de Chris Adler, fue renombrado como «Blotted Science».

## Historia
En 2005 Ron Jarzombek se contactó con Chris Adler, miembro de Lamb of God, y el bajista Alex Webster para hablar sobre una posible colaboración, con el objetivo de crear un proyecto, que llevara el estilo de Jarzombek, un metal progresivo mucho más pesado, más extremo. A pesar de la adición de un vocalista se consideró brevemente, en última instancia, el trío decidió seguir una banda instrumental. Adler tuvo que retirarse debido a su exigente calendario con Lamb of God, aunque igual colaboraría con Jarzombek en la canción «The Near Dominance of 4 Against 5», que apareció en el disco Drum Nation Vol. 3, de 2006, publicado por Magna Carta Records. adler fue reemplazado por Derek Roddy. y, por sugerencia de Webster, la banda toma el nombre «Machinations of Dementia. Roody deja la banda en agosto de 2006 por diferencias musicales. Poco después, Charlie Zeleny es presentado a Jarzombek, y se encarga de la batería. La banda, ahora como «Blotted Science», publica su primer álbum, The Machinations of Dementia, en otoño de 2007 por la discográfica de Jarzombek EclecticElectric.

## Miembros
Miembros actuales
- Ron Jarzombek - guitarra
- Alex Webster - bajo
- Hannes Grossmann - batería

Miembros anteriores
- Derek Roddy - batería
- Chris Adler - batería
- Charlie Zeleny - batería

## Discografía
- 2007: The Machinations of Dementia
- 2011: The Animation of Entomology (EP)